# L
Lは、ラテン文字（アルファベット）の12番目の文字。小文字は l 。ギリシア文字のΛ（ラムダ）に由来し、キリル文字のЛに相当する。

## 字形

筆記体

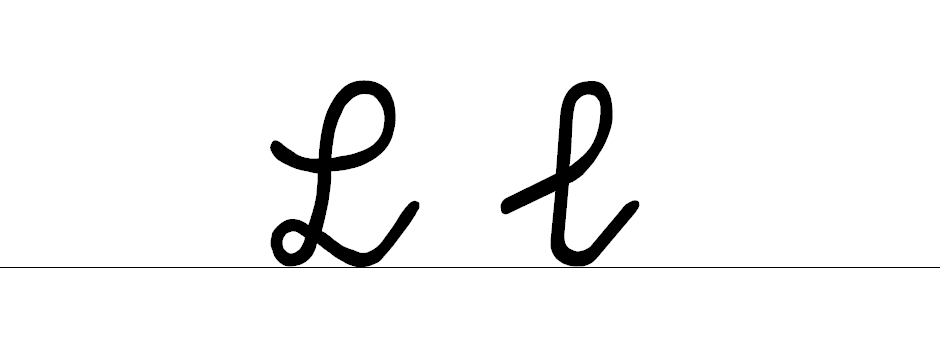
ジュッターリーン体

大文字は、縦棒の下端から右に横棒が出た形である。フラクトゥールは{\displaystyle {\mathfrak {L}}}である。
小文字では、横棒を欠く。従って大文字の I や数字の 1 と紛らわしい（ホモグリフ）。僅にセリフ（飾り）によって区別することが可能で、大文字の I は上端と下端で左右両方に飾りが出るのに対して、数字の 1 と L の小文字は、上端は右に飾りが出ない。数字の 1 の上の飾りは鋭角に下に曲がっているのに対し、Lの小文字 l は左に真っ直ぐである。
一方で、筆記体では ℓ のようであり、それらと区別することが可能である。後述する単位のリットルは、日本国内において印刷書体でも筆記体で「 ℓ 」の書体を使う例がある。ただし、これは e の筆記体と似ており、縦の長短でしか区別ができない。縦長が「L」の筆記体であり、縦短が「E」の筆記体である。フラクトゥールでは {\displaystyle {\mathfrak {l}}} となる。

## 呼称
- 拉・独・仏・英・蘭・洪・イネ・日: エル
- 西: ele（エレ）
- 伊: elle（エッレ）
- エス: ロー

## 音素
この文字が表す音素は、[l]（歯茎側音）ないしその類似音である。
- イタリア語 "gli", スペイン語 "ll", ポルトガル語 "lh" は、硬口蓋側音を表す。
  - スペイン語では方言により、さまざまに変化している。"y" と同じ音を表すことも多い。
- フランス語"-ill-"は、"ville", "mille", "tranquille" とその派生語を除き[ʝ] - [j]を表す。
- 音節末では英語やポルトガル語では、dark Lと呼ばれる音（ウに近い音）に変化する。
- 朝鮮語のローマ字表記では終声のㄹに使用され、初声の場合 (r) とは区別される。

日本語はローマ字では使わないが、語頭と「ん」の後のら行がこの音に近い。

## L の意味

### 学術関連
- ローマ数字の50。
- 物理学などで長さの量記号として用いられる（イタリック体の小文字）。また、角運動量（イタリック体の大文字）を表すのにも用いられる。
- 体積リットルの単位記号として用いられる。この場合、正式には立体・小文字の「ｌ」または立体・大文字の「L」と定められている[1]。日本など一部の国では慣習的に小文字の筆記体またはイタリック体 (ℓ) が用いられているが、多くの国では大文字が用いられる。日本でも教科用図書検定基準の改正により2012年以降は大文字「L」を使用するように教育されている。詳細は、リットル#記号のゆれを参照。
- 非SI接頭語（ジム・ブロワーズ (Jim Blowers) の提案
  - ルマ (luma)(1063)（大文字）
  - ルント (lunto)(10−63)（小文字）
- 二十一を意味する数字。三十六進法など、二十二進法以上(参照: 位取り記数法#Nが十を超過)において二十一（十進法の21）を一桁で表すために用いられる。ただし、アルファベットの I と数字の 1 が混同し易いために、アルファベットの I を用いないことがあり、この場合、J が十八、K が十九、L が二十を意味する。
- 生物の学名を表記する際に、カール・フォン・リンネの略称として使われる。
- ラグランジュ点 (Lagrangian point) の略号。
- L（計算複雑性理論） - 計算複雑性理論において決定性チューリングマシンが対数領域で解くことができる決定問題の複雑性クラス
- 化学で、キラリティーのある分子を識別する記号 (levo)。⇔D
  - 分子全体が左旋性であることを示す。（小文字）
  - l-グリセルアルデヒドと同じ立体配置を持つものを示す（大文字）。→「DL表記法」を参照
- インダクタやインダクタンスを表す記号。
- p と異なる素数（l進コホモロジーなど）
- 関数空間 Lp, 数列空間 lp
- 左導来関手
- マクロ経済学で、流動性選好 (Liquidity Preference)
- 労働

### 交通・通信関連
- 鉄道のサインシステムにおいて、愛知高速交通東部丘陵線（リニモ）(Linimo)、JR舞鶴線、近鉄鈴鹿線、JR宇野線の路線記号として用いられる。
- 自動車の形式名
  - かつて日産自動車 が製造していた自動車用エンジン。→「日産・L型エンジン 」を参照
  - トヨタ・ターセル /コルサ /カローラII /スプリンターカリブ(初代) を指す車両識別記号。
- オートマチックトランスミッションにある低速走行位置。
- 自動車用国際識別記号で、ルクセンブルク (Luxembourg) を表す。
- シカゴの高架鉄道の愛称。→「シカゴ・L」を参照
- 近鉄8000系･8400系電車の4両編成を表す電算記号。
- エル特急の時刻表上での記号（大文字の図案化、「{\displaystyle {\mathfrak {L}}}」に似ている）。
- JR国分寺駅の駅ビル「国分寺エル」（シンボルマークはLの図案化）
- NTTグループの行っている固定電話を使ったインターネット接続サービス・Lモード。
- NTTドコモのLGエレクトロニクス製端末用符号。
- 旧ロッキード社製航空機の形式で旅客機を表す記号。
- 富士通製ソフトウェアに使用される、バージョンより小さな製品改良を表す数値、レベル(Level)。例えば、ScanSnap Managerの2014年12月18日アップデート版は、「V6.3L24」である[2]。

### スポーツ・ゲーム関連
- 日本のプロ野球球団、埼玉西武ライオンズ (Lions) の略号。
- 日本女子サッカーリーグを、L・リーグと書くことがある。
- リーグ (League) 戦の略として、L戦と書くことがある。⇔T戦（トーナメント戦）
- 競艇で、レイト（Late、出遅れ）の略として用いられる。
- 競馬のリステッド競走（Listed race）。JRAでは2019年からオープン競走の一部がリステッド競走に格付けされ、競走名の後ろに「（L）」が付される。
- ビリヤードのハウストーナメント会場などで、「B・C・L戦」などと書かれていた場合の"L"とはLadiesの略である。
- 将棋の香車の略号で、そのニックネーム「槍」の英訳 (Lance) から。
- スーパーマリオブラザーズシリーズにおける登場キャラクタールイージのシンボルマーク。基本緑色で表される。

### その他
- 日本におけるテレビジョン放送でいうL字型画面・逆L字型画面とは、テロップの一種である。
- 洋服などのサイズのひとつ。大 (Large/Long)。さらに大きいものにLLなどがある。
- リビングルーム (living room) の略。
- £は英国等の通貨の単位、ポンドの記号。UKポンド（スターリンポンド）等。
- 左 (left) を表す。
- 低 (low) を表す。例として 天気図における低気圧 (Low pressure area) の意。
- 英文タイプライターで、数字の "1" の代わりに、小文字の "l" を打つことがある。
- 古代ローマ人の個人名ルキウス (Lucius) の略。
- セム系の神「エール、エル」、あるいは、光明神「ルシファー」を意味する隠語。
- 漫画『DEATH NOTE』に登場する探偵。→「L (DEATH NOTE)」を参照
- 確認表示灯内蔵スイッチ。構内電気設備配線用図記号 (JIS C 0303:2000) で用いられる。スイッチの図記号に傍記。
- L-エル- - Acid Black Cherryのアルバム、およびそれを原作とした映画作品。
- FM NORTH WAVEで月曜から木曜9:00 - 11:55まで放送されていたラジオ番組。現在は「L 2nd（エル・セカンド）」に改称。
- L版 (印画紙)および2L版 (印画紙) - 写真用印画紙のサイズ
- l (大原櫻子のアルバム)

## 符号位置
| 大文字 | Unicode | JIS X 0213 | 文字参照            | 小文字 | Unicode | JIS X 0213 | 文字参照            | 備考     |
| ------ | ------- | ---------- | ------------------- | ------ | ------- | ---------- | ------------------- | -------- |
| L      | U+004C  | 1-3-44     | &#x4C; &#76;        | l      | U+006C  | 1-3-76     | &#x6C; &#108;       |          |
| Ｌ     | U+FF2C  | 1-3-44     | &#xFF2C; &#65324;   | ｌ     | U+FF4C  | 1-3-76     | &#xFF4C; &#65356;   | 全角     |
| Ⓛ      | U+24C1  | ‐          | &#x24C1; &#9409;    | ⓛ      | U+24DB  | 1-12-37    | &#x24DB; &#9435;    | 丸囲み   |
| 🄛︎      | U+1F11B | ‐          | &#x1F11B; &#127259; | ⒧      | U+24A7  | ‐          | &#x24A7; &#9383;    | 括弧付き |
| 𝐋      | U+1D40B | ‐          | &#x1D40B; &#119819; | 𝐥      | U+1D425 | ‐          | &#x1D425; &#119845; | 太字     |
| ℒ      | U+2112  | ‐          | &#x2112; &#8466;    | ℓ      | U+2113  | ‐          | &#x2113; &#8467;    | 筆記体   |
| 𝕃      | U+1D543 | ‐          | &#x1D543; &#120131; | 𝕝      | U+1D55D | ‐          | &#x1D55D; &#120157; | 黒板太字 |

## 他の表現法
| フォネティックコード | モールス符号 |
| Lima                 | ・－・・     |

|        |          | ⠇    |
| 信号旗 | 手旗信号 | 点字 |